# Ordres de grandeur d'énergie
 (juillet 2016).
Si vous disposez d'ouvrages ou d'articles de référence ou si vous connaissez des sites web de qualité traitant du thème abordé ici, merci de compléter l'article en donnant les références utiles à sa vérifiabilité et en les liant à la section « Notes et références ».
Pour des articles plus généraux, voir ordre de grandeur et énergie.
La liste suivante décrit les différents ordres de grandeur énergétiques situés entre 10−52 et 1070 joules.

## Exemples de valeurs d'énergie
| Facteur (J) | Multiple                   | Valeur | Exemple |
| ----------- | -------------------------- | --- | --- |
| 10−33       |                            | 1,602 × 10−31 J | 1 peV (picoélectron-volt) |
| 10−33       | 3,0 × 10−31 J 1,8 peV      | l'énergie cinétique moyenne d'une molécule à la température la plus basse atteinte (10−12 K) : le niveau d'énergie atteint le plus bas.                                     | |
| ...         |                            | | |
| 10−24       | 1 yoctojoule (yJ)          | 1,5 × 10−23 J 0,093 meV | l'énergie cinétique moyenne d'une molécule à l'endroit le plus froid connu, la Nébuleuse du Boomerang (température 1 K). |
| 10−24       | 1 yoctojoule (yJ)          | 1,602 × 10−22 J | 1 meV |
| 10−21       | 1 zeptojoule (zJ)          | 4,37 × 10−21 J 0,0273 eV | l'énergie cinétique moyenne d'une molécule à température ambiante. |
| 10−21       | 1 zeptojoule (zJ)          | 1,602 × 10−19 J | 1 électron-volt (eV) |
| 10−21       | 1 zeptojoule (zJ)          | 1,602 × 10−19 J | l'énergie cinétique moyenne d'une molécule à 11 300 °C. |
| 10−21       | 1 zeptojoule (zJ)          | 2,7–5,2 × 10−19 J | l'intervalle d'énergie des photons de la lumière visible. |
| 10−18       | 1 attojoule (aJ)           | 5,0 × 10−18 J 50 eV | limite supérieure de la masse-énergie d'un neutrino électronique. |
| 10−15       | 1 femtojoule (fJ)          | 5,0 × 10−14 J 500 000 eV | limite supérieure de la masse-énergie d'un neutrino muonique. |
| 10−15       | 1 femtojoule (fJ)          | 5,1 × 10−14 J 511 000 eV | la masse-énergie d'un électron. |
| 10−15       | 1 femtojoule (fJ)          | 1,602 × 10−13 J 1 000 000 eV | 1 MeV |
| 10−12       | 1 picojoule (pJ)           | 3,2 × 10−11 J 200 MeV | l'énergie totale émise dans la fission d'un noyau de 235U (en moyenne). |
| 10−12       | 1 picojoule (pJ)           | 3,5 × 10−11 J 210 MeV | l'énergie totale émise dans la fission d'un noyau de 239Pu (en moyenne). |
| 10−12       | 1 picojoule (pJ)           | 1,5 × 10−10 J 940 MeV | la masse-énergie d'un proton, au repos. |
| 10−12       | 1 picojoule (pJ)           | 1,602 × 10−10 J | 1 GeV, (1 000 MeV) |
| 10−9        | 1 nanojoule (nJ)           | 8 × 10−9 J 50 GeV | l'énergie initiale opérationnelle par faisceau de l'accélérateur de particules du CERN, le Grand collisionneur électron-positron (1983). |
| 10−9        | 1 nanojoule (nJ)           | 1,3 × 10−8 J 80,411 GeV | la masse-énergie d'un boson W, au repos. |
| 10−9        | 1 nanojoule (nJ)           | 4,3 × 10−8 J 270 GeV | l'énergie initiale opérationnelle par faisceau de l'accélérateur de particules du CERN Super Proton Synchrotron atteinte en 1981. |
| 10−9        | 1 nanojoule (nJ)           | 10−7 J | 1 erg, 1 TeV (1 000 GeV) |
| 10−9        | 1 nanojoule (nJ)           | 1,602 × 10−7 J 1 TeV | environ l'énergie cinétique d'un moustique volant [CERN LHC website]. |
| 10−6        | microjoule (μJ)            | 1,602 × 10−4 J | 1 000 TeV |
| 10−6        | microjoule (μJ)            | 2 × 10−4 J 1 250 TeV | le niveau d'énergie de collision prévu du Large Hadron Collider construit au CERN (2005) pour les ions lourds (noyaux de plomb). |
| 100         | joule (J)                  | 1 J | l'énergie requise pour soulever une petite pomme (102 g) d'un mètre, à la surface de la Terre. 1 joule est égal à : - 1 N m (newton-mètre) - 1 W s (watt seconde) - 0,000 000 278 kWh (kilowatt-heure) - 0,000 239 kcal (grande calorie) - 0,000 948 BTU (British thermal unit) - 10 000 000 ergs |
| 100         | joule (J)                  | 4,184 J | 1 calth (calorie thermochimique, petite calorie) |
| 100         | joule (J)                  | 4,186 8 J | 1 calIT (calorie de la Table Internationale, petite calorie) |
| 100         | joule (J)                  | 8 J 5 × 1019 eV | la limite GZK pour l'énergie d'un rayon cosmique. |
| 100         | joule (J)                  | 12 J | énergie délivrée par le flash d'un appareil photo amateur (condensateur de 220 µF, 330 V) |
| 100         | joule (J)                  | 48 J 3 × 1020 eV | le rayon cosmique le plus énergétique jamais détecté (voir Zetta-particule). |
| 100         | joule (J)                  | 90 J | l'énergie cinétique d'une balle de tennis (masse 58 g) lors d'un service à 200 km/h. |
| 100         | joule (J)                  | 142 J | l'énergie cinétique d'une balle standard de .22 Long Rifle (balle en plomb de 2,6 grammes propulsée à 330 mètres par seconde). |
| 100         | joule (J)                  | 150 à 360 J | Choc électrique biphasique administré en urgence pour la défibrillation externe d'un adulte en arrêt cardiaque par rythme choquable. |
| 103         | kilojoule (kJ)             | 1 000 J | l'énergie nécessaire à un enfant (30 kg) pour monter un étage (un peu plus de trois mètres). |
| 103         | kilojoule (kJ)             | 1 055 J | 1 BTU (British thermal unit) |
| 103         | kilojoule (kJ)             | 1 250 J | l'énergie dégagée à l'impact par un rugbyman de (100 kg) lancé à 5 m/s (18 km/h). |
| 103         | kilojoule (kJ)             | 1 360 J | l'énergie reçue du Soleil, au sommet de l'atmosphère terrestre, par un mètre carré en une seconde (constante solaire). |
| 103         | kilojoule (kJ)             | 1 767 J | l’énergie cinétique d'une balle de 5,56 × 45 mm Otan. |
| 103         | kilojoule (kJ)             | 3 600 J | 1 Wh (0,001 kWh) |
| 103         | kilojoule (kJ)             | 4 184 J | l'énergie dégagée par l'explosion d'un gramme de TNT. |
| 103         | kilojoule (kJ)             | 4 186 J | 1 kcal (énergie requise pour réchauffer un kilogramme d'eau d'un 1 degré Celsius 1 calorie de nourriture). |
| 103         | kilojoule (kJ)             | 8 640 J 2,4 Wh | l'énergie stockée dans une pile bâton LR06 AA rechargeable (1,2 V 2000 mAh). |
| 104         | 10 kJ                      | 1,2 × 104 J | énergie métabolisable d'une cacahuète d'un demi gramme. |
| 104         | 10 kJ                      | 1,7 × 104 J | énergie dégagée par le métabolisme d'un gramme de sucre ou de protéine. |
| 104         | 10 kJ                      | 3,8 × 104 J | énergie dégagée par le métabolisme d'un gramme de matière grasse. |
| 104         | 10 kJ                      | 44 130 J | une puissance d'un cheval-vapeur appliquée pendant une minute. |
| 104         | 10 kJ                      | 5,0 × 104 J | énergie dégagée par la combustion d'un gramme d'essence. consommation chaque seconde d'un véhicule motorisé économique (consommant environ 4 litres aux 100 km à 100 km/h). |
| 104         | 10 kJ                      | 60 000 J | énergie résultant d'une puissance d'un kilowatt appliquée pendant une minute ; consommation d'une bouilloire de 2 kW amenant à ébullition une tasse d'eau en 30 secondes. |
| 105         | 100 kJ                     | 480 000 J = 133 Wh | énergie mécanique produite pendant une heure par un cycliste parcourant environ 25 km[réf. nécessaire]. énergie de combustion d'environ 10 g (1/100 d'un kilogramme) d'essence, consommation d'un véhicule économique parcourant environ 0,25 km à la vitesse de 100 km/h.                        |
| 105         | 100 kJ                     | 600 000 J | l'énergie cinétique d'une voiture de 1 000 kg à la vitesse de 125 km/h. |
| 105         | 100 kJ                     | 735 500 J | une puissance de 100 chevaux-vapeur appliquée pendant dix secondes. |
| 106         | mégajoule (MJ)             | 106 J 1 MJ 239 kcal | la valeur énergétique de portions alimentaires telles que : une barre de 40 g de Chocolat noir amer, ou 67 g de riz complet cru, ou 266 g de riz blanc cuit à l'eau, ou 100 g de pain «courant français», ou 300 g de pomme de terre, ou 1,6 kg de concombre.                                     |
| 106         | mégajoule (MJ)             | 1 728 000 J 480 Wh | l'énergie stockée dans une batterie de voiture courante (12 V, 40 Ah). l'énergie d'un bâton de dynamite d'environ 250g |
| 106         | mégajoule (MJ)             | 2 647 796 J 736 Wh | une puissance d'un cheval-vapeur appliquée pendant une heure. |
| 106         | mégajoule (MJ)             | 3 600 000 J | 1 kWh (kilowatt-heure)=travail mécanique pour élever 100 kg de 3 600 mètres (activité sportive athlétique) ; énergie cinétique d'un obus de 7,2 kg à la vitesse de 1 000 m/s. |
| 106         | mégajoule (MJ)             | 4,184 × 106 J | énergie dégagée par l'explosion d'un kilogramme de TNT. |
| 106         | mégajoule (MJ)             | 6,3 × 106 J 1 500 kcal | une valeur souvent recommandée pour l'énergie nutritionnelle d'une femme ne faisant pas d'activité sportive par jour (2 000 kcal = 8,4 × 106 J pour les hommes). |
| 107         | 10 MJ                      | 2,65 × 107 J | une puissance de dix chevaux-vapeur appliquée pendant une heure. |
| 107         | 10 MJ                      | 4,18 × 107 J 11,6 kWh | énergie requise pour : - chauffer un cumulus de 200 litres (élever la température de 200 litres d'eau de 15 à 65 degrés Celsius). - 44 jours d'éclairage, 24/24h (une lampe de 11 W allumée pendant 1 054 heures).                                                                                |
| 107         | 10 MJ                      | 4,8 × 107 J | énergie dégagée par la combustion d'un kilogramme d'essence (env 1.3 litre d'essence sans plomb et 1,2 de gazole). |
| 108         | 100 MJ                     | 1,055 × 108 J | un therm (EC) (100 000 BTU) |
| 109         | 1 gigajoule (GJ)           | 1,5 × 109 J | l'énergie d'un éclair moyen. |
| 109         | 1 gigajoule (GJ)           | 1,8 × 109 J 490 kWh | l'énergie contenue dans un réservoir moyen (50 litres) d'essence. |
| 109         | 1 gigajoule (GJ)           | 1,956 × 109 J | l’énergie de Planck. |
| 109         | 1 gigajoule (GJ)           | 3,2 × 109 J 900 kWh | l'énergie utilisée annuellement par un sèche-linge à évacuation. |
| 109         | 1 gigajoule (GJ)           | 3,6 × 109 J | 1 000 kWh |
| 109         | 1 gigajoule (GJ)           | 4,184 × 109 J | l'énergie dégagée par l'explosion d'une tonne de TNT. |
| 10          | 10 GJ                      | 1,8 × 1010 J 5 000 kWh | Objectif de consommation annuelle d'énergie pour un Bâtiment de basse consommation, en France, de 100 m2 (50 kWh/(m2 ⋅ an)). |
| 10          | 10 GJ                      | 4,187 × 1010 J | 1 TEP (tonne d'équivalent pétrole) |
| 10          | 10 GJ                      | 7,2 × 1010 J | l'énergie consommée annuellement par une automobile moyenne aux États-Unis en 2000. |
| 10          | 10 GJ                      | 8,6 × 1010 J | 86 400 MJ : Énergie consommée par notre avion le plus gros porteur durant une heure de vol en palier (*4 pour décoller) en 2012. |
| 1011        | 100 GJ                     | 1,16 × 1011 J | L'énergie d'un kilomètre cube d'air se déplaçant à 50 km/h. |
| 1012        | térajoule (TJ)             | 2,9 × 1012 J | L'énergie d'un kilomètre cube d'air se déplaçant à 250 km/h (ouragan). |
| 1012        | térajoule (TJ)             | 3,6 × 1012 J | 1 000 000 kWh, ou 0,001 TWh |
| 1012        | térajoule (TJ)             | 4,184 × 1012 J | l'énergie dégagée par l'explosion d'une kilotonne de TNT. |
| 1012        | térajoule (TJ)             | 4,5 × 1012 J | l'énergie cinétique d'un kilogramme de matière à 1 % de la vitesse de la lumière |
| 1013        | 10 TJ                      | 6,3 × 1013 J | l'énergie dégagée par le bombardement d'Hiroshima. |
| 1013        | 10 TJ                      | 9,0 × 1013 J | la masse-énergie totale théorique d'un gramme de matière. |
| 1014        | 100 TJ                     | 3,24 × 1014 J 90 GWh | la production annuelle d'électricité au Togo. |
| 1014        | 100 TJ                     | 4,58 × 1014 J | l'énergie cinétique d'un kilogramme de matière à 10% de la vitesse de la lumière. |
| 1015        | pétajoule (PJ)             | 3,6 × 1015 J | 1 TWh |
| 1015        | pétajoule (PJ)             | 4,184 × 1015 J | l'énergie dégagée par l'explosion d'une mégatonne de TNT. |
| 1016        | 10 PJ                      | 1016 J | l'énergie de formation d'un cratère d'impact correspondant à une météorite de dix mille tonnes. |
| 1016        | 10 PJ                      | 3,03 × 1016 J 8,403 TWh | la consommation électrique au Zimbabwe en 1998. |
| 1016        | 10 PJ                      | 4,14 × 1016 J 11,5 TWh | les pertes d'énergie électrique en France en 2009 (liées au transport de l'électricité). |
| 1016        | 10 PJ                      | 9,0 × 1016 J | la masse-énergie totale théorique d'un kilogramme de matière. |
| 1017        | 100 PJ                     | 1,74 × 1017 J | l'énergie totale du Soleil qui atteint la Terre en une seconde. |
| 1017        | 100 PJ                     | 2,5 × 1017 J | l'énergie dégagée par la plus puissante bombe nucléaire jamais testée, la bombe Tsar Bomba. |
| 1017        | 100 PJ                     | 4 × 1017 J 111 TWh | la consommation électrique de la Norvège en 1998. |
| 1017        | 100 PJ                     | 5,5 × 1017 J | l'énergie cinétique d'un kilogramme de matière à 99 % de la vitesse de la lumière. |
| 1017        | 100 PJ                     | 8 × 1017 J | l'énergie estimée dégagée par l'éruption du Krakatoa. |
| 1018        | 1 exajoule (EJ)            | 3,6 × 1018 J | 1 PWh = 1 000 TWh |
| 1019        |                            | 1,04 × 1019 J | l'énergie totale du Soleil qui atteint la Terre en une minute. |
| 1019        | 1,339 × 1019 J 3 719,5 TWh | la production totale d'énergie électrique aux États-Unis en 2001. | |
| 1019        | 1,6 × 1019 J               | l'équivalent énergétique de l’alimentation annuelle d'une population mondiale de 7 milliards d'êtres humains sur la base d'un apport nutritionnel journalier de 1 500 kcal. | |
| 1019        | 9,0 × 1019 J               | la masse-énergie totale théorique d'une tonne de matière. | |
| 1020        |                            | 1,05 × 1020 J | l'énergie consommée par les États-Unis en une année (2001). |
| 1020        | 1,33 × 1020 J              | l'énergie dégagée par le tremblement de terre de l'Océan Indien en 2004. | |
| 1020        | 4,26 × 1020 J              | l'énergie consommée dans le monde en une année (2001). | |
| 1020        | 6,2 × 1020 J               | l'énergie totale du Soleil qui atteint la Terre en une heure. | |
| 1021        | 1 zettajoule (ZJ)          | 3,6 × 1021 J | 1 EWh = 1 000 000 TWh |
| 1021        | 1 zettajoule (ZJ)          | 6,0 × 1021 J | l'énergie (potentielle) des réserves de gaz naturel estimées dans le monde (2003). |
| 1021        | 1 zettajoule (ZJ)          | 7,4 × 1021 J | l'énergie (potentielle) des réserves de pétrole estimées dans le monde (2003). |
| 1022        |                            | 1,5 × 1022 J | l'énergie totale du Soleil qui atteint la Terre en 24 heures. |
| 1022        | 2 × 1022 J                 | l'énergie (potentielle) des réserves de charbon estimées dans le monde (2003).                                                                                              | |
| 1022        | 3,9 × 1022 J               | l'énergie (potentielle) des réserves de l'énergie fossile estimées dans le monde (2003).                                                                                    | |
| 1023        |                            | 5,0 × 1023 J | l'énergie estimée dégagée par l'impact du Chicxulub. |
| 1024        | 1 yottajoule (YJ)          | 3,6 × 1024 J | 1 ZWh = 1 000 000 000 TWh. |
| 1024        | 1 yottajoule (YJ)          | 3,827 × 1026 J | l'énergie dégagée par le Soleil en une seconde. |
| 1027        | 1 ronnajoule (RJ)          | 3,6 × 1027 J | 1 YWh = 1012 TWh |
| 1027        | 1 ronnajoule (RJ)          | 2,30 × 1028 J | l'énergie dégagée par le Soleil en une minute. |
| 1029        |                            | 2,11 × 1029 J | Énergie cinétique de rotation de la Terre sur son axe. |
| 1030        | 1 quettajoule (QJ)         | 3,6 × 1030 J | 1 RWh = 1015 TWh |
| 1030        | 1 quettajoule (QJ)         | 3,0 × 1031 J | l'énergie (potentielle) des réserves exploitables estimées dans le monde en uranium 238 (2003). |
| 1030        | 1 quettajoule (QJ)         | 2,4 × 1032 J | l'énergie de liaison gravitationnelle de la Terre. |
| 1033        |                            | 2,7 × 1033 J | l'énergie cinétique de la Terre sur son orbite solaire. |
| 1033        | 3,6 × 1033 J               | 1 QWh = 1018 TWh | |
| 1033        | 1,2 × 1034 J               | l'énergie dégagée par le Soleil en une année. | |
| 1036        |                            | 3,6 × 1036 J | 1021 TWh |
| 1036        | 1,2 × 1037 J               | l'énergie dégagée par le Soleil en un millénaire. | |
| 1039        |                            | 1,2 × 1040 J | l'énergie dégagée par le Soleil en un million d'années. |
| 1039        | 5,37 × 1041 J              | la masse-énergie totale théorique de la masse de la Terre. | |
| 1039        | 6,9 × 1041 J               | l'énergie de liaison gravitationnelle du Soleil. | |
| 1042        |                            | 1044 J | l'énergie dégagée par une supernova ordinaire. |
| 1045        |                            | 1045 J | l'énergie dégagée par une supernova de type la, par une kilonova, ou par une supernova à production de paires. |
| 1046        |                            | 1046 J | l'énergie dégagée par une hypernova typique. |
| 1047        |                            | 1047 J | l'énergie dégagée par un sursaut gamma, ou une hypernova puissante. |
| 1047        | 1,8 × 1047 J               | la masse-énergie totale théorique de la masse du Soleil. | |
| ...         |                            | | |
| 1058        |                            | 4 × 1058 J | la masse-énergie totale de la matière « visible » de la Galaxie. |
| 1059        |                            | 1 × 1059 J | toute la masse-énergie de la Galaxie (incluant la matière noire). |
| ...         |                            | | |
| 1069        | 1039 QJ                    | 2 × 1069 J | la masse-énergie totale théorique de l'Univers observable (le niveau d'énergie le plus grand connu). |

## Ordres de grandeur en mégatonnes de TNT
- la première bombe nucléaire testée sur le site test d'Alamogordo eut un rendement de 18,6 kilotonnes de TNT (Rhodes, page 677), ou approximativement 78 térajoules.
- La bombe Little Boy lancée sur Hiroshima eut un rendement d'approximativement 13 kilotonnes de TNT (54 TJ). Ainsi, une mégatonne de TNT est équivalente à globalement 77 bombes d'Hiroshima. La bombe Fat Man, lancée sur Nagasaki, a dégagé ~20 kilotonnes de TNT = 84 TJ.
- Une bombe H actuelle a un rendement d'environ 1 mégatonne de TNT.
- L'arme nucléaire la plus puissante qui ait explosé était la bombe soviétique baptisée Tsar Bomba, qui a fourni en 1961 un rendement de 50 à 60 mégatonnes de TNT (210 PJ). L'arme nucléaire la plus puissante jamais produite était une version de cette bombe qui aurait fourni un rendement de supérieur à 100 mégatonnes de TNT.
- L'éruption du mont Saint Helens en 1980 dans l'état de Washington (États-Unis) fut évaluée équivalente à 27 000 bombes nucléaires du type d'Hiroshima ou globalement 350 mégatonnes.
- L'éruption du Novarupta en 1912 en Alaska était dix fois la taille de l'éruption du mont Saint Helens ou globalement 3500 mégatonnes.
- L'éruption volcanique du Krakatoa (Indonésie) en 1883 était environ 50 % plus grande que l'éruption du Novarupta ou globalement 5 250 mégatonnes.
- L'éruption volcanique du Tambora (Indonésie) en 1815 était environ sept fois plus grande que l'éruption du Novarupta ou globalement de 24 500 mégatonnes (24,5 gigatonnes).
- L'éruption minoenne (Santorin) en 1650 av. J.-C. était plus grande que l'éruption du mont Tambora.
- L'éruption volcanique du lac Toba (Indonésie) il y a 73 000 ans, était encore plus grande que l'éruption du Santorin, et est susceptible d'avoir causé une extinction de masse de la vie (voir la théorie de la catastrophe de Toba).
- La caldeira de Yellowstone (États-Unis) a été formée par une éruption volcanique massive, il y a 640 000 ans, et fut 2500 fois la taille de l'éruption du mont Saint Helens, environ 875 gigatonnes. Elle aurait causé une extinction de masse de la vie.
- L'impact d'une météorite d'environ 15 kilomètres de largeur ou d'une comète avec la Terre peut avoir un rendement de 100 tératonnes de TNT = 4,184 × 1023 J. Un impact de ce type est soupçonné d'être à l'origine de l'extinction Crétacé-Paléogène.
- Le 30 mai 1998, le tremblement de terre de magnitude 6,5 en Afghanistan a dégagé une énergie « équivalente à 2 000 kilotonnes d'explosion nucléaire ». (USGS)
- Le tremblement de terre dans l'océan Indien en 2004 a dégagé une énergie estimée à 2 × 1018 joules (1 932 000 térajoules, soit ~2 EJ), ou "475 000 kilotonnes (475 mégatonnes) de TNT, ou l'équivalent de 23 000 bombes de Nagasaki". (USGS)